# Alice Perry
Alice Jacqueline Perry (Galway, 24 de octubre de 1885 – Boston, 21 de abril de 1969) fue una poeta, feminista e ingeniera irlandesa.
Fue la primera mujer de Irlanda y de Reino Unido en obtener un grado en ingeniería.

## Vida y educación
Nacida en Wellpark, Galway en 1885, Alice era una de las cinco hijas de James y Martha Perry. Su padre era el topógrafo del condado en Galway West y cofundó la Galway Electric Light Company. Su tío, John Perry, era miembro de la Royal Society e inventó el giróscopo de navegación.
Tras graduarse en la escuela secundaria en Galway, obtuvo una beca para estudiar en el Queen's College Galway en 1902. Se graduó con honores en 1906. Sus hermanas Molly y Nettie también fueron a la universidad. Todas las hermanas Perry participaron en la campaña de sufragio en Galway.

## Carrera
Después de su graduación en 1906, a Alice se le ofreció una beca de postgrado superior, pero debido a la muerte de su padre, no aceptó este puesto. En diciembre de 1906 sucedió a su padre temporalmente como topógrafa del condado de Galway. Permaneció en este puesto durante cinco o seis meses hasta que se hizo un nombramiento permanente.
En 1908 se mudó a Londres con sus hermanas, donde trabajó como Inspectora de la Fábrica de Damas para el Ministerio del Interior. De allí se mudó a Glasgow, y se convirtió a la Ciencia Cristiana en 1915. El 30 de septiembre de 1916 se casó con Robert Shaw, que era soldado y falleció en el Frente Occidental un año después.

## Últimos años
Alice Perry se retiró de su puesto de inspectora en 1921 y comenzó a interersarse por la poesía, publicando en 1922. En 1923 se trasladó a Boston, la sede de Ciencia Cristiana. Hasta su muerte en 1969, Perry trabajó dentro del movimiento de Ciencia cristiano como editora de poesía y practicante, publicando siete libros de poesía.

## Publicaciones
- The children of Nazareth : and other poems (1930)
- The morning meal and other poems (1939)
- Mary in the garden and other poems (1944)
- One thing I know and other poems (1953)
- Women of Canaan and other poems (1961)